# Gustav René Hocke
Gustav René Hocke (* 1. März 1908 in Brüssel; † 14. Juli 1985 in Genzano di Roma) war ein deutscher Journalist, Schriftsteller und Kulturhistoriker.

## Leben
Hocke wurde 1908 in Brüssel als Sohn des deutschen Kaufmanns Josef Hocke und seiner Frau Anna de Nève geboren. 1919 übersiedelte die Familie nach Viersen; Hocke besuchte dort das Humanistische Gymnasium. Sein Mitschüler und Freund war Adolf Frisé. Als Student schrieb er einen offenen Brief an Alfred Döblin, darin er die Orientierungslosigkeit wie die Schwierigkeit der Jugend, sich ähnlich den vorangegangenen Generationen von festen Institutionen abzusetzen, schilderte. Döblin antwortete mit seiner Schrift Wissen und Verändern! Offene Briefe an einen jungen Menschen. Er studierte Literaturwissenschaft in Berlin, Bonn und Paris – besonders bei Ernst Robert Curtius – und wurde 1934 promoviert. 1937 heiratete er Mary Turner; ihr Sohn Martin wurde 1937 geboren († 2005).
Er arbeitete zunächst als Journalist für die Kölnische Zeitung, laut Luise Rinser während der Nazidiktatur ein „Nest passiver Resistenz“. 1940 schickte ihn diese Zeitung als Korrespondenten nach Rom, wo er nebenher an seinem Roman Der tanzende Gott – einer Parabel auf das Leben unter der Nazi-Diktatur – arbeitete. Nach Kriegsende wurde Hocke in einem Kriegsgefangenenlager in den USA interniert. 1946 zurück in Deutschland, war er mit Hans Werner Richter und Alfred Andersch an der Begründung der Literaturzeitschrift Der Ruf beteiligt.
1949 kehrte er als erster deutscher Italienkorrespondent für verschiedene deutsche Zeitungen und Zeitschriften nach Rom zurück. 1951 heiratete er Edeltraud Effenberger; ihnen wurden ein Sohn, Roman (1953), und eine Tochter, Angelika (1956), geboren. Ab 1975 war er ganz als freier Schriftsteller tätig. 1985 starb er nach langer schwerer Krankheit an seinem Wohnsitz südlich von Rom.
Schwerpunkt seines schriftstellerischen Interesses wurde der Manierismus. Hockes zeitlich weit gefasster Begriff schloss auch moderne Künstler ein wie Fabius von Gugel oder Fabrizio Clerici. Er unterschied zwischen der kunsthistorischen Epoche und einem Manierismus als Lebensgefühl: als groteske „Ausdrucksgebärde“ des „problematischen Menschen“, die in den meisten kulturhistorischen Epochen als Reaktion auf die klaren Formen einer „klassischen“ Episode auftrete.

## Auszeichnungen und Ehrungen
- 1949 Mitglied der Deutschen Akademie für Sprache und Dichtung
- 1952 Internationaler Biennale-Preis der Stadt Venedig
- 1956 Komturkreuz der Italienischen Republik
- 1959 Ehrengabe des Kulturkreises der Wirtschaft im BDI[3]
- 1960 Internationaler Preis der Stadt Rom
- 1964 Goldenes Ehrenzeichen für Verdienste um die Republik Österreich[4]
- 1966 Premio De Gasperi
- 1970 Ernennung zum Grand Ufficiale der Italienischen Republik
- 1973 Verdienstkreuz 1. Klasse der Bundesrepublik Deutschland[5]
- 1975 Offiziersorden der belgischen Krone

## Werke

### Autor

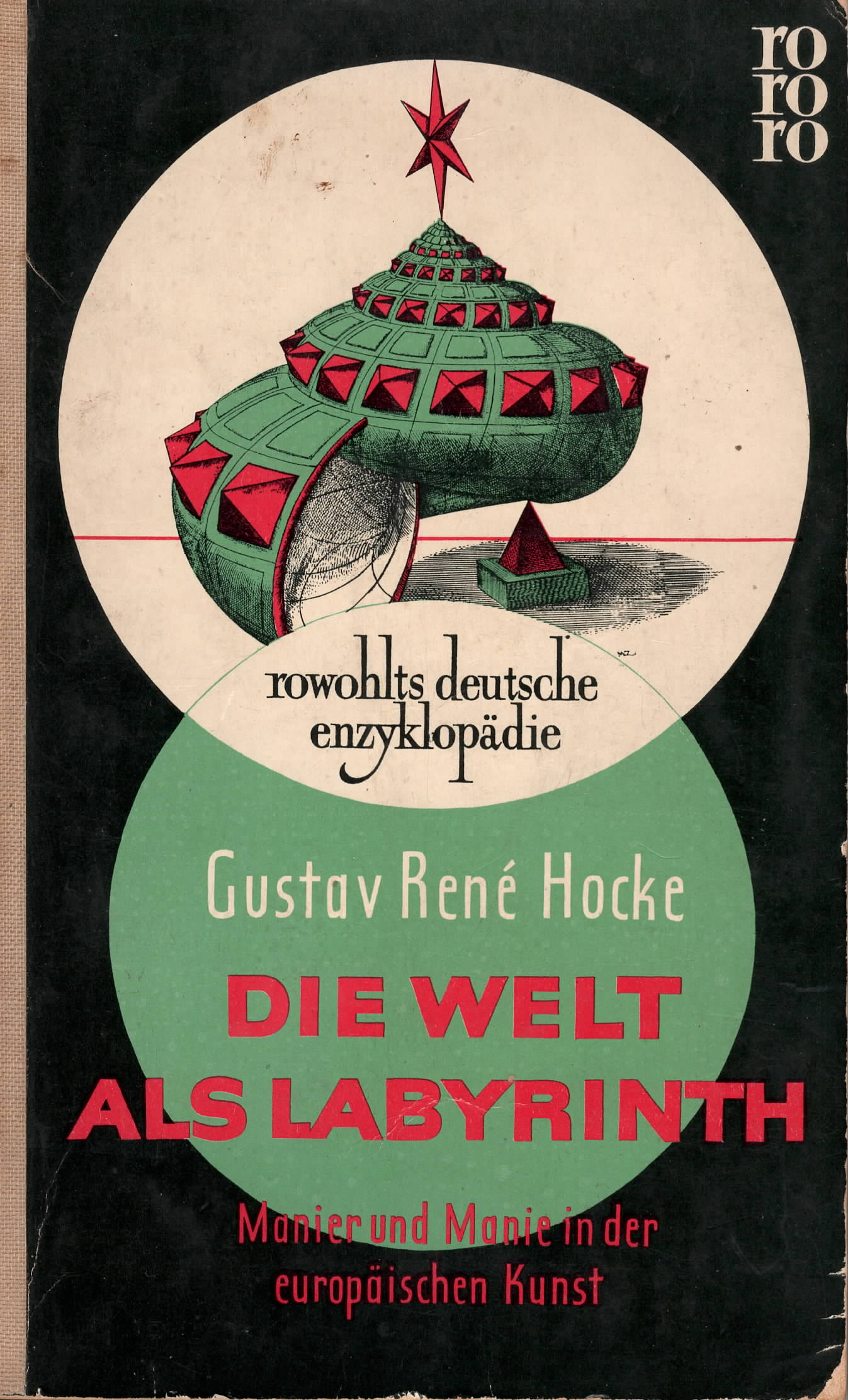
Gustav René Hocke: Die Welt als Labyrinth. Manier und Manie in der europäischen Kunst Erschienen als Band 50/51 in rowohlts deutsche enzyklopädie, 1957

- Lukrez in Frankreich von der Renaissance bis zur Revolution. Phil. Diss. Bonn 1934
- Das verschwundene Gesicht. Ein Abenteuer in Italien. Rauch, Leipzig 1939
- Der tanzende Gott. Roman. Nymphenburger, München 1948
- Wandlungen der europäischen Ars Sacra / Zu den Ausstellungen christl. Kunst in den Missionsländern u. zeitgenössischer christlicher Kunst in Rom. In: DAS MÜNSTER. Nr. 1-2/1951, S50-55. Verlag Schnell+Steiner GmbH, Regensburg 1951
- Die Welt als Labyrinth. Manier und Manie in der europäischen Kunst. Beiträge zur Ikonographie und Formgeschichte der europäischen Kunst von 1520 bis 1650 und der Gegenwart. Rowohlt (rde 50/51), Hamburg 1957
  - erweiterte Neuausgabe als: Die Welt als Labyrinth. Manierismus in der europäischen Kunst und Literatur. Rowohlt, Reinbek 1987
- Manierismus in der Literatur. Sprach-Alchemie und esoterische Kombinationskunst. Rowohlt (rde 82/83), Hamburg 1959
- Magna Graecia. Wanderungen durch das griechische Unteritalien. Erdmann, Herrenalb/Berlin 1960
- Das europäische Tagebuch. Limes, Wiesbaden 1963
- Verzweiflung und Zuversicht. Zur Kunst und Literatur am Ende unseres Jahrhunderts. Piper (sp 112), München 1974
- Malerei der Gegenwart. Der Neo-Manierismus. Vom Surrealismus zur Meditation. Limes, Wiesbaden 1975
- Schriftsteller und Maler Joachim Fernau. Sein malerisches Werk. Limes, Wiesbaden 1976
- Narrenschiff im Labyrinth. Zum Werk des Malers Werner Holz und zur geistesgeschichtlichen Wende der siebziger Jahre. KVHS-Galerie, Ludwigshafen 1979
- Phantastik der Sehnsucht. Zum künstlerischen Werk der Gebrüder Angerer (zu Ludwig Valentin und Walter Andreas Angerer). Bruckmann, München 1981

Postum erschienen:
- Die Welt als Labyrinth. Manierismus in der europäischen Kunst und Literatur. Durchgesehene und erweiterte Ausgabe, einmalige Sonderausgabe, herausgegeben von Curt Grützmacher. Rowohlt Verlag, Reinbek bei Hamburg 1991, ISBN 3-498-09184-0.
- Im Schatten des Leviathan. Lebenserinnerungen 1908–1984. Herausgegeben und kommentiert von Detlef Haberland. Deutscher Kunstverlag, München 2004, ISBN 3-422-06428-1

### Herausgeber
- Der französische Geist. Die Meister des Essays von Montaigne bis zur Gegenwart. Rauch, Leipzig 1938
  - Neuausgabe als: Der französische Geist. Die Meister des Essays von Montaigne bis Giraudoux. Diogenes (detebe 21634), Zürich 1988
- Europäische Künstlerbriefe. Bekenntnisse zum Geist. Rauch, Leipzig 1938
- Deutsche Satiren des 18. Jahrhunderts. Rauch, Dessau 1940
- Das europäische Tagebuch. Limes, Wiesbaden 1963
  - Neuausgabe als: Europäische Tagebücher aus vier Jahrhunderten. Motive und Anthologie. Limes, Wiesbaden/München 1986; Fischer Taschenbuch, Frankfurt am Main 1991